# Włośnianka wężykowata
Włośnianka wężykowata (Hebeloma sinuosum (Fr.) Quél.) – gatunek grzybów należący do rodziny pierścieniakowatych (Strophariaceae).

## Systematyka i nazewnictwo
Pozycja w klasyfikacji według Index Fungorum: Hebeloma, Strophariaceae, Agaricales, Agaricomycetidae, Agaricomycetes, Agaricomycotina, Basidiomycota, Fungi.
Po raz pierwszy opisał go w 1960 r. Elias Fries, nadając mu nazwę Agaricus sinuosus. Obecną nazwę nadał mu Lucien Quélet w 1873 r. Brak typu nomenklatorycznego. Synonimy:
- Agaricus sinuosus Fr. 1838
- Gomphos sinuosus (Fr.) Kuntze 1891
- Hylophila sinuosa (Fr.) Quél. 1886
- Inocybe sinuosa (Fr.) P. Karst. 1879
- Picromyces sinuosus (Fr.) Earle 1909

Polską nazwę podaje internetowy atlas grzybów.

## Morfologia
Diagnoza taksonomiczna podana przez E. Friesa
Kapelusz zwarty, miękki, płasko-wypukły z nieregularnym tępym brzegiem, lepki, gładki, nagi. Trzon pusty, silnie włóknisto-miękki, na szczycie biały, kłaczkowato-łuskowaty. Blaszki wolne, bardzo szerokie, umiarkowanie gęsto ułożone, blado-, a następnie rdzawobrązowe. Owocnik o wysokości i szerokości 7,5–12,5 cm, łatwo rozpoznawalny po słabym, przyjemnym zapachu. Kapelusz jasnożółty lub blado-ceglasty. Blaszki wydrążone, białe po bokach, następnie biało-brązowe.
Komentarz
Sądząc z diagnozy, może to być włośnianka musztardowa (H. sinapizans), ale nie da się tego jednoznacznie rozstrzygnąć. Znacznie wcześniejsza rycina, wykonana przez J. Malmberga pod nadzorem Friesa, wykazuje silne podobieństwo do tej włośnianki. Jednak wielu autorów, na przykład Kühner i Romagnesi (1953), Gröger (1961), Bruchet (1970), Moser (1983) i Vesterholt (2005), interpretuje ten takson jako włośniankę wrzecionowatozarodnikową (Hebeloma laterinum), ale jednoznaczna interpretacja tego gatunku nie jest możliwa.

## Występowanie i siedlisko
Brak tego gatunku w opracowanym w 2003 r. przez Władysława Wojewodę wykazie wielkoowocnikowych grzybów podstawkowych Polski, ale podano jego stanowiska w późniejszych latach.
Naziemny grzyb mykoryzowy.